# Anwang
Król An z dynastii Zhou (chiński: 周安王; pinyin: Zhōu Ān Wáng) – trzydziesty trzeci władca tej dynastii i dwudziesty pierwszy ze wschodniej linii dynastii Zhou. Rządził w latach 401–376 p.n.e. Jego następcą został jego syn, Liewang.